# Trox koreanus
Trox koreanus är en skalbaggsart som beskrevs av Kim 1991. Trox koreanus ingår i släktet Trox och familjen knotbaggar. Inga underarter finns listade i Catalogue of Life.